# Maggie Wheeler
Maggie Wheeler este o actriță americană, născută la 7 august 1961 în New York City.
A audiționat pentru rolul lui Monica Geller, în sitcom-ul Friends, pe care însă nu l-a obținut. Cu toate acestea, a primit un rol secundar în serial, Janice Litman. A încercat să obțină și rolul lui Debra Barone din Everybody Loves Raymond. Și de această dată a primit un rol secundar, Linda, o prietenă a Debrei. A mai avut apariții în serialele Seinfeld, Ellen, Drake & Josh, The X Files, The War At Home și ER.